# I liga polska na żużlu (2010)
Rozgrywki I ligi żużowej w sezonie 2010 rozpoczęły się 11 kwietnia 2010. W lidze brało udział 8 zespołów. Do Ekstraligi awansowała Stal Rzeszów. Do II ligi spadł Speedway Miszkolc.

## Końcowa kolejność
| Klub                   | Miejsce |
| Stal Rzeszów           | 1       |
| Lotos Wybrzeże Gdańsk  | 2       |
| Start Gniezno          | 3       |
| SK Lokomotīve Dyneburg | 4       |
| GTŻ Grudziądz          | 5       |
| PSŻ Poznań             | 6       |
| RKM Rybnik             | 7       |
| Speedway Miszkolc      | 8       |
| ---------------------- | ------- |